# Édifice Paul-Tremblay
L'édifice Paul-Tremblay est un établissement patrimonial originellement religieux, désormais artistique. Originellement, il abritait les organismes catholiques de la paroisse de la ville d'Alma. Désormais, il abrite le Centre Sagamie.